# Paul Chaleil
Pour les articles homonymes, voir Chaleil.
Paul Chaleil, né le 9 décembre 1913 à Paris et mort le 6 septembre 1983 à Paris, est un prêtre catholique français qui fut missionnaire en Chine auprès de la communauté russe émigrée.

## Biographie
Paul Chaleil fait ses études au Collegium Russicum de Rome. Il est ordonné prêtre en 1933 selon le rite byzantin, pour l'Église grecque-catholique russe. Il est envoyé en 1939 par l'exarchat des catholiques de rite oriental en Chine dans la ville de Kharbin où se trouve une forte population de Russes blancs installés depuis la fin du XIXe siècle, mais dont la majorité est arrivée après la guerre civile russe. Parmi eux se trouvent aussi des Polonais catholiques de rite latin et des ukrainiens ou ruthènes uniates de rite byzantin (dit grec-catholique).
Il devient enseignant au lycée Saint-Nicolas ouvert dix ans plus tôt par les marianistes polonais de rite oriental, qui reçoit aussi bien des garçons orthodoxes que catholiques. Il est alors dirigé par le P. André Cikoto (mort au goulag en 1952).
Il est arrêté le 22 décembre 1948 par des soldats de l'armée populaire chinoise avec ses confrères, les PP. Cikoto, Podziawa, Portniaguine, Hermanovitch et deux enseignants laïcs, qui les livrent au MGB. Ils passent la frontière en train et sont emprisonnés à Tchita le 27 décembre 1948.
Il est interrogé entre janvier et mai 1949 dans des conditions humiliantes et condamné à son procès, qui se tient le 10 mai 1949, à dix ans de travaux forcés pour « avoir espionné au profit du Vatican et de l'impérialisme international ». Paul Chaleil est aussiôt déporté au camp de Taïchet en Sibérie, où la température peut baisser l'hiver à -50° et travaille aussi à la centrale hydroélectrique de Bratsk. Il est libéré en 1955 après des tractations diplomatiques et expulsé. Il retourne donc en France.
Il fonde en 1956 et devient le premier directeur de l'association des Deux-Ours qui a pour vocation de servir de foyer et de centre d'études aux étudiants russophones ou russisants de Paris et qui fut un lieu d'échanges intellectuel fameux, jusqu'à sa fermeture en 2007. Il est aidé en cela par le P. Bernard Dupire (1926-2006) qui le dirigea par la suite. Il est également l'auteur de plusieurs traductions littéraires du russe.
Il meurt d'une gangrène à la jambe à Paris. Il a écrit ses Mémoires.

## Archives
- Inventaire du fonds d'archives de Paul Chaleil conservé à La contemporaine.